# HD 45652
HD 45652 — звезда, которая находится в созвездии Единорога на расстоянии около 117 световых лет от нас. Вокруг звезды обращается, как минимум, одна планета.

## Характеристики
HD 45652 представляет собой жёлтый карлик с массой, равной около 83 % солнечной. Звезда значительно холоднее нашего дневного светила, температура его поверхности составляет около 5312 кельвинов. Звезда по химическому составу содержит в два раза больше тяжёлых элементов, чем  Солнце.

## Планетная система
В 2008 году командой астрономов, работающих в рамках программы по поиску планет с помощью спектрографа ELODIE, было объявлено об открытии планеты HD 45652 b в системе. Это горячий газовый гигант, совершающий полный оборот вокруг родительской звезды приблизительно за 44 суток. Из-за вытянутой орбиты расстояние между планетой и звездой меняется от 0,14 а. е. в перицентре до 0,32 а. е. в апоцентре. Открытие было совершено методом Доплера.